# Molloy
Molloy è un romanzo di Samuel Beckett del 1951. È il primo della trilogia di romanzi, che prosegue con Malone muore (1951) e L'innominabile (1953). Fu originariamente pubblicato in Francia e in francese con lo stesso titolo presso le Éditions de Minuit, solo più tardi fu tradotto, dall'autore stesso, in inglese. La Grove Press pubblicò l'edizione inglese nel 1955.
In italiano è stato tradotto per la prima volta da Piero Carpi De' Resmini in un volume della SugarCo Edizioni, poi da Aldo Tagliaferri per un volume di Einaudi.

## Struttura
La critica fa coincidere il romanzo, scritto nel 1947, con un gesto di liberazione nei confronti del proprio maestro James Joyce, sulle cui orme Beckett aveva fino ad allora scritto, al punto di scegliere di scrivere in francese, limitare il lessico, non aumentare riferimenti e articolazione dello stile, ma ridurre ai minimi termini e alle radici.
Al tempo della scrittura Beckett era tornato nella dimora di famiglia di Foxrock a Dublino, e ne cominciò la scrittura davvero nella stanza della madre, che però, rispetto alla trama del romanzo, era ancora viva. Continuò a scriverlo durante una vacanza a Garavan, nei pressi di Mentone, dove era ospite di un amico assente e faceva lunghe nuotate.
Nel romanzo si trova l'eco della sua infanzia: l'amore per la bicicletta, la collezione di francobolli, la sedia a dondolo, alcune figure e personaggi, compreso l'uso di codici segreti per le comunicazioni, e un certo tono da romanzi gialli che infatti ogni tanto leggeva per rilassarsi. Il libro ebbe qualche difficoltà a essere accettato dagli editori, anche se diversi leggendolo in anteprima ne rimasero ammirati (tra questi anche Tristan Tzara). Una volta uscito ebbe l'attenzione critica di Maurice Nadeau e Georges Bataille, ma il successo deve ancora arrivare (sarà prossimo, con l'esplosione di Aspettando Godot) e i libri precedenti in inglese Murphy e Watt non hanno venduto quasi niente.

## Trama
Il primo capitolo è raccontato da Molloy, il secondo da Moran, e c'è chi ha voluto vedere nei due personaggi il sé irlandese e il sé francese dell'autore.
Molloy è un ex vagabondo che ora vive in camera di sua madre. Egli descrive un viaggio che aveva intrapreso un po' di tempo prima, prima di venire a trovare la madre. Passa la maggior parte del tempo in bicicletta, vagando di paese in paese, incontrando una serie di personaggi bizzarri.
L'agente segreto Moran viene contattato da un certo Gaber una domenica mattina. Entrambi lavorano per l'agenzia di Youdi che ha preparato per Moran un nuovo incarico: trovare Molloy. Ma l'investigatore, che si porta suo figlio Jacques, non riuscirà a trovarlo e ucciderà qualcuno che assomiglia a se stesso. Durante la caccia veniamo a sapere che Molloy sta cercando a sua volta sua madre. Moran si riduce a vivere come un barbone, abbandonato anche dal figlio, e quando torna a casa la trova distrutta: le galline morte, la governante fuggita, progetti e attese distrutti dal senso di illogicità del tutto. Comunque Moran scriverà il suo rapporto per Youdi. Intanto Molloy ha raggiunto la casa della madre, ma troppo tardi, in quanto lei è morta. Anche lui si siede e inizia a scrivere un lungo rapporto non si sa per chi, anche se ogni tanto un uomo si fa vivo e gli lascia del denaro in cambio dei suoi fogli.

## Edizioni
- Samuel Beckett, Molloy, Éditions de Minuit, Paris, 1951.
- id., Molloy, Grove Press, New York, 1955.
- id., Molloy, trad. Piero Carpi De' Resmini, Sugar Editore, Milano, I ed. italiana 1957.
- id., Molloy, Malone muore, L'innominabile, con uno studio di Theodor W. Adorno, trad. Piero Carpi De' Resmini, Collana I Giorni n.8, SugarCo, Milano, I ed. febbraio 1965 (edizione con tagli).
- id., La trilogia, cofanetto 3 voll., introduzione di Aldo Tagliaferri, Oscar Mondadori, Milano, I ed. ottobre 1970 (su licenza SugarCo).
- id., Trilogia. Molloy, Malone muore, L'innominabile, trad. e introduzione di Aldo Tagliaferri, Collana Nuova Universale Einaudi n.220, Einaudi, Torino, I ed. 1996, pp. 1–218 (prima edizione integrale).
- id., Molloy, Collana Numeri Primi, Mondadori, Milano, 2012.